# Lupul în folclor și mitologie

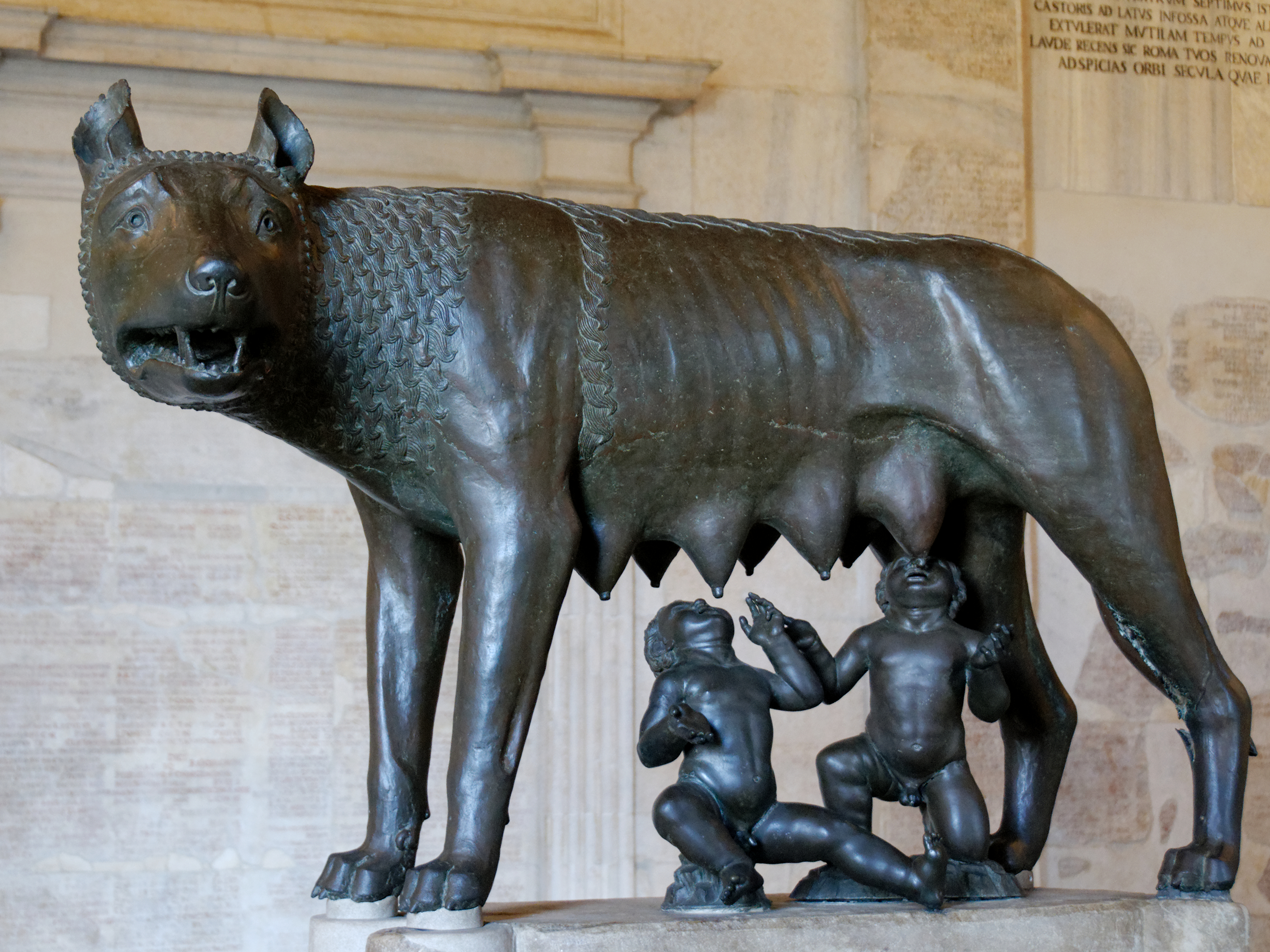
Lupa Capitolina, una dintre cele mai celebre lupoaice din mitologie

Lupul (Canis lupus) este unul din animalele emblematice, atât în mitologiile europene, cât și în cadrul celorlalte continente, încă din cele mai vechi timpuri.
Fără să fi avut un cult de prim rang, lupul era legat, mai ales ca totem sau ca simbol, de organizarea cetelor de războinici sau de presupusa origine a unor triburi.

## Mitologiile asiatice

### India
În India există o tradiție legată de Mahābhārata, potrivit căreia Bhima (care înseamnă Îngrozitorul), unul dintre eroii principali ai epopeii, este o ființă umană cu trup de lup.
În scrierea Harivamsa, vedem cum Krishna își transformă părul în sute de lupi pentru a determina localnicii din Braj (sau Vraja, regiune din Uttar Pradesh) să se mute în Vrindavan.
În Rig Veda, Rijrsava este pedepsit cu pierderea vederii de către tatăl său pentru faptul că a încredințat unei lupoaice oile familiei.
Lupoaica cere celor doi Ashvini să îi redea vederea.

### Iran
Conform tradiției din Iran, regele Cyrus a fost abandonat la naștere și, asemeni lui Romulus și Remus, supraviețuiește fiind alăptat de o lupoaică.

### Extremul Orient
În mitologiile chineză și mongolă, acest animal este identificat drept creatorul dinastiilor, sau în ipostaza lupului albastru, drept paznic al palatului ceresc, în care caz este identificat cu steaua Sirius.
O cronică chineză din secolul al VII-lea spune că strămoșii turcilor asiatici au fost nimiciți într-un război greu, cu excepția unui băiat, care fusese alăptat de o lupoaică.
Aceasta avea să devină soția lui, care avea să dea naștere a zece urmași. De asemenea, lupul cenușiu este un simbol al identității turce și al panturcismului.

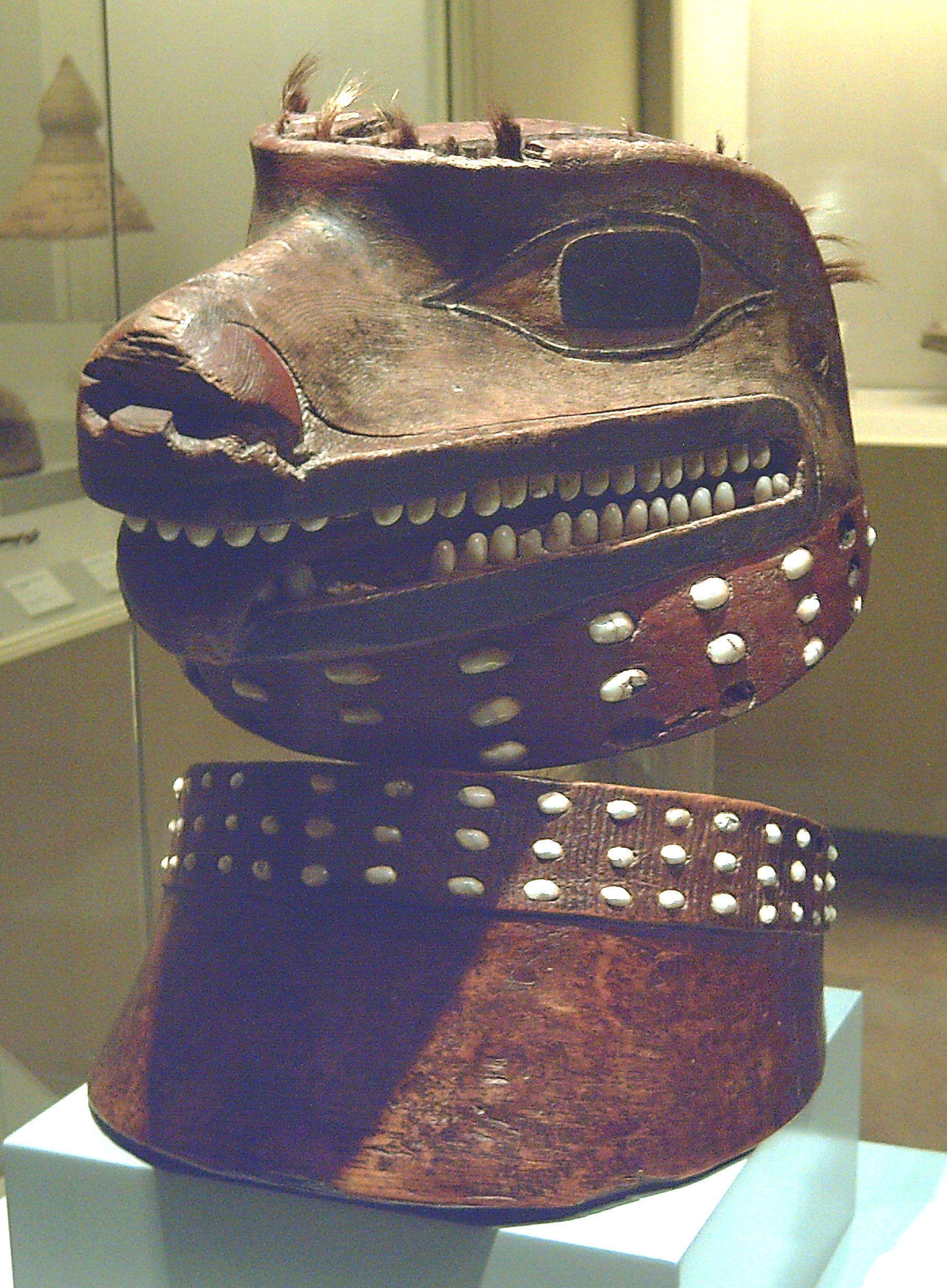
Cască și colier reprezentând un cap de lup, purtate de un războinic din tribul amerindian tlingit

De același respect se bucură canida și în mitologia altaică.
Cele mai multe astfel de popoare, care au în comun șamanismul, consideră acest animal ca strămoș comun.
La japonezi, lupul era considerat un apărător în fața altor animale sălbatice.

## Continentul american

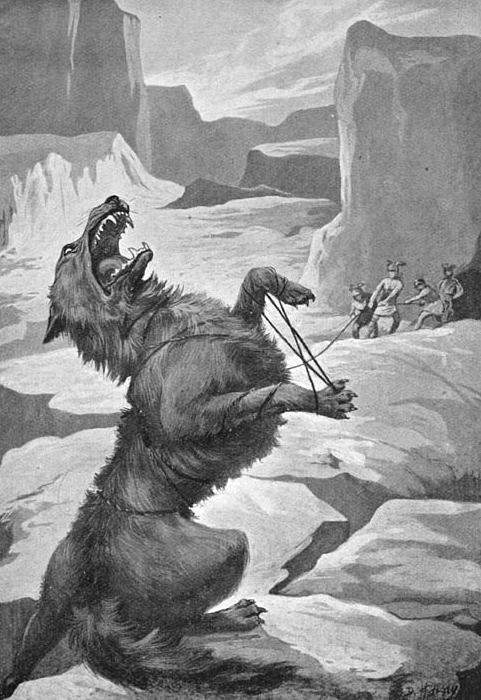
Fenrir imobilizat de zei

Amerindienii adorau acest animal deoarece îl considerau puternic, devotat, în care se poate transforma și omul dacă are tărie suficientă.
Astfel, în zona Americii de Nord, în cadrul tribului tlingit există legenda conform căreia strămoșul tribal se împrietenește cu un lup care avea să îi poarte noroc, astfel că animalul devine totemul tribului, fiind venerat pentru puterea și cruzimea sa.
La algonkini, lupul este asociat lumii subterane a morților (spiritul Nanabozho).

## Europa

### Mitologia romană
Conform mitologiei romane, viitorii întemeietori ai Romei, Romulus și Remus, sortiți dispariției de către unchiul lor, Amulius, sunt salvați de o lupoaică ce îi alăptează.
Din acest motiv, Lupa devine un animal sacru, aflat în suita zeului războiului, Marte.
Plaut introduce expresia Homo homini lupus (est) pentru a sublinia cruditatea atribuită lupului.

### Grecia antică
Într-o perioadă mai timpurie a mitologiei grecești, când se făceau și sacrificii umane, în vechea Arcadie exista un altar unde aveau loc astfel de ritualuri, situat pe un munte care a fost denumit Lykaion (Muntele Lupului).
Lykaon, fiul lui Pelasgos, este transformat în acest animal ca pedeapsă din partea lui Zeus.
Chronos, zeul timpului, apare în trei ipostaze: câinele simbolizând trecutul, leul ca imagine a prezentului și lupul simbolizând viitorul.
Zeul solar Apollo proteja turmele de amenințarea lupului prin intermediul razelor sale, motiv pentru care mai era numit și Lykoktonos (Ucigașul de lupi).
Animalele favorite ale zeului războiului Ares erau: câinele, șoimul și lupul.

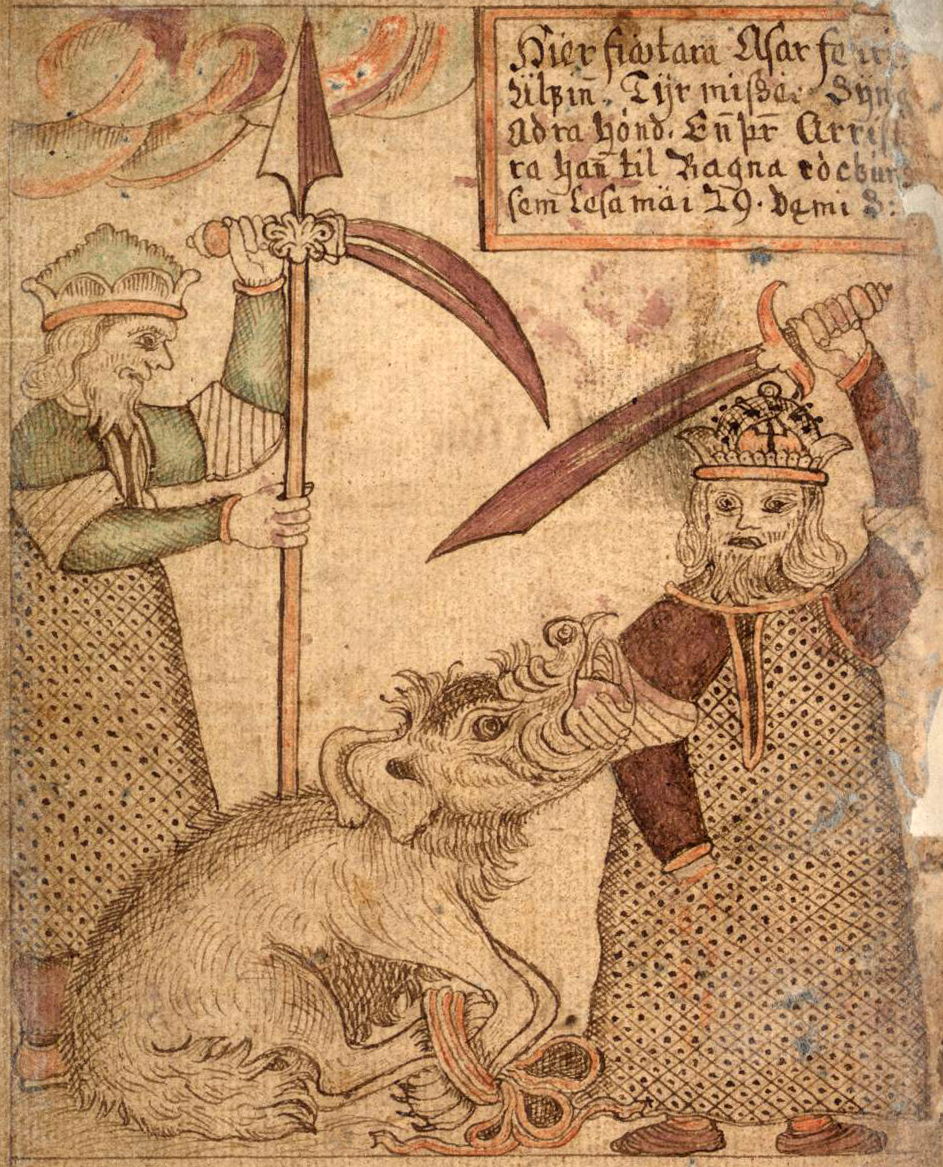
Lupul Fenrir mușcă mâna dreaptă a zeului Týr, miniatură de pe un manuscris islandez din secolul al XVIII-lea

Zeița Leto, pentru a scăpa de gelozia Herei, se refugiază pe insula Delos pentru a da naștere lui Apollo și Artemis.
Este urmărită în continuare de Hera, care o hărțuiește prin intermediul unor lupi.
În tratatul Istoria animalelor, Aristotel consideră că lupul, ca animal de pradă, se află într-un conflict perpetuu cu măgarul, vaca și vulpea.
Filozoful grec, făcând comparație cu mitul lui Leto, susține că lupoaica poate naște pui numai o dată la 12 ani.

### Nordul Europei
Spre deosebire de vulpe și urs, în spațiul finlandez, lupul este detestat fiind considerat un simbol al distrugerii și dezolării.
În mitologia scandinavă, Fenrir și Sköll sunt lupi infernali, cu importante roluri în escatologie.
De asemenea, zeul suprem Odin era însoțit de câinii săi de pază Geri și Freki, care de fapt erau lupi.
La germani era răspândit ritualul militar al soldaților în piei de lup Ulfhedhnar.

### Mitologia dacică

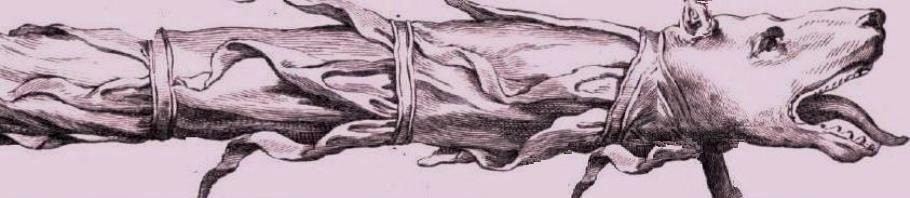
Drapel de luptă dac

Lupul este prezent și în mitologia dacică.
Astfel, steagul de război al dacilor era de fapt un fel de instrument de producere a sunetului cu ajutorul vântului, fiind modelarea unui cap de lup (cu trupul redus la minimum).
Acest lup-dragon era emblematic la poporul războinic, căruia i se atribuia și practicarea licantropiei.
Și în vechea mitologie românească, lupul participa (în mod indirect) la viața oamenilor. La naștere, copiii slabi primeau numele de lup pentru a prelua din puterea acestora.

## Lupul ca personaj în opere literare și de artă
În Scufița Roșie, lupul, personaj negativ apare ca fiind nu crud și feroce, ci mai degrabă viclean.
În romanul Colț Alb al lui Jack London, personajul principal se transformă din lup în câine devenind un prieten al omului, deci un personaj pozitiv.
Lupul apare ca personaj negativ în romanul "Frăția lupilor" al lui Michelle Paver, fiind un demon care ucidea locuitorii unui oraș.
În povestirea În mijlocul lupilor, Vasile Voiculescu descrie un personaj, numit Luparul, care se putea înțelege cu lupii și chiar îi putea stăpâni.
Tema licantropiei este prezentă și în arta cinematografică, un exemplu în acest sens fiind filmul Omul-lup (The Wolfman, 2010), considerat una dintre cele mai bune ecranizări ale acestei teme.

## Lupul înheraldicășivexilologie

Stema familiei nobiliare Zápolya

Imaginea acestui mamifer este prezentă pe armura și emblema mai multor familii nobiliare:
- Ioan I Zápolya (pe a cărui stemă se află un lup urlând la lună)
- baronul Wolff de Livonia
- familia nobiliară elvețiană Wolf (Wolf în germană înseamnă lup)
- lupul de fier (Wolfeisen) prezent în heraldica germană, reprezentarea unei arme de vânat lupii.

### Localități ce poartă lupul pe emblemă

Stema orașului Passau

Mai multe localități sau regiuni din întrega lume au acest animal, fie în denumire, fie pe stema acestora:
- Lupeni, România
- Passau, Germania
- Stara Zagora, Bulgaria
- Sankt Pölten, Austria
- districtul Peine, Germania
- Chanteloup-les-Bois, Maine-et-Loire, Franța
- Gospić, Croația.

### Lupul în proverbe
Lupul apare în multe proverbe și expresii românești (dar și în alte limbi):
- a avea o foame de lup
- vorbești de lup și lupul la ușă
- ca lupul în turma de oi
- a speria oile cu pielea lupului
- foame de lup
- lup de mare.
- Lupu-si schimba parul, dar naravul ba!
- a fi lup in blana de oaie